# Piton de la Petite Rivière Noire
Pour les articles homonymes, voir Piton (homonymie).
Le piton de la Petite Rivière Noire, dans la chaîne de la Rivière Noire, est la plus haute montagne de l'île Maurice, située dans sa partie sud-ouest. Il culmine à 828 m d'altitude. Il est situé dans le parc national des gorges de Rivière Noire.
Son terrain étant très abrupt, les cours d'eau qui y passent sont des torrents.

## Ascension
Il est possible d'atteindre le sommet du piton par un sentier (numéro 5) qui débute 500 mètres à l'ouest du point de vue sur les gorges, aménagé le long de la route de la Plaine Champagne. Le sentier est assez facile excepté pour sa partie finale qui nécessite une certaine expérience de la randonnée en montagne. Les 30 derniers mètres de dénivelé se font en effet sur un terrain très friable avec une pente forte. Une chaîne facilite une petite partie de l'ascension finale. Le sommet est marqué par un drapeau jaune. L'aller-retour constitue une randonnée de 8 km pour un dénivelé cumulé d'environ 300 mètres. Il faut compter 2 heures et 30 minutes environ pour l'aller-retour.

## Faune
Le long du sentier, il est possible d'observer une partie de la faune mauricienne : entre autres, le paille-en-queue et le tangue.